# The Who Collection
The Who Collection es un álbum recopilatorio del grupo británico The Who, publicado por la compañía discográfica Polydor Records en octubre de 1985. El álbum, publicado en dos volúmenes, es notable por ser una de las pocas publicaciones en disco compacto que incluyen la versión completa del tema «Magic Bus». Alcanzó el puesto 44 en la lista británica UK Albums Chart.

## Lista de canciones
Todas compuestas por Pete Townshend excepto donde se anota.
Volume One
1. "I Can't Explain" – 2:07
2. "Anyway, Anyhow, Anywhere" (Roger Daltrey, Pete Townshend) – 2:42
3. "My Generation" – 3:17
4. "Substitute" – 3:49
5. "A Legal Matter" – 2:49
6. "The Kids Are Alright" – 3:05
7. "I'm a Boy" – 2:39
8. "Happy Jack" – 2:13
9. "Boris the Spider" (John Entwistle) – 2:29
10. "Pictures of Lily" – 2:44
11. "I Can See For Miles" – 4:08
12. "Won't Get Fooled Again" – 8:32
13. "The Seeker" – 3:12
14. "Let's See Action" – 3:57
15. "Join Together" – 4:22
16. "Relay" – 3:54
17. "Love, Reign o'er Me" – 6:01
18. "Squeeze Box" – 2:41

Volume Two
1. "Who Are You" – 5:04
2. "Long Live Rock" – 3:59
3. "5.15" – 4:19
4. "Magic Bus" – 4:36
5. "Summertime Blues" (Live) (Cochran/Capehart) – 3:27
6. "Shakin' All Over" (Live) (Heath) – 4:31
7. "Pinball Wizard" – 3:01
8. "The Acid Queen" – 3:35
9. "I'm Free" – 2:40
10. "We're Not Gonna Take It" – 7:03
11. "Baba O'Riley" – 4:59
12. "Behind Blue Eyes" – 3:41
13. "Bargain" – 5:33